# Xylographus rufescens
Xylographus rufescens es una especie de coleóptero de la familia Ciidae.

## Distribución geográfica
Habita en la isla Reunión.